# Kanton Le Mans-Sud-Ouest
Der Kanton Le Mans-Sud-Ouest war von 1967 bis 2015 ein französischer Wahlkreis im Arrondissement Le Mans, im Département Sarthe und in der Region Pays de la Loire; sein Hauptort war Le Mans.

## Geografie
Der Kanton lag im Durchschnitt 50 m über Normalnull, zwischen 38 m in Arnage und 134 m in Le Mans. Der Kanton umfasste große Industriegebiete, in denen nebst kleineren Unternehmen ein Flugzeugwerk und die Autofabrik von ACI (früher Renault) liegen. Dort lebt auch die Mehrheit der Bewohner des Kantons. Ein Drittel der Einwohnerschaft lebte allerdings im Dorf Arnage. Der Kanton lag im Zentrum des Départements Sarthe. Er grenzte im Norden an die Kantone Le Mans-Ouest und Le Mans-Ville-Est, im Osten an den Kanton Le Mans-Sud-Est, im Süden an den Kanton Écommoy, im Südwesten an den Kanton La Suze-sur-Sarthe und im Westen an den Kanton Allonnes.

## Gemeinden
Der Kanton bestand aus einigen südwestlichen Vierteln der Stadt Le Mans (angegeben ist hier die Gesamteinwohnerzahl der Stadt, im Kanton lebten etwa 9.500 Einwohner auf 7,49 Quadratkilometern) und der Gemeinde Arnage südwestlich der Stadt Le Mans.
| Gemeinde | Einwohner Jahr | Fläche km² | Bevölkerungsdichte | Code INSEE | Postleitzahl |
| -------- | -------------- | ---------- | ------------------ | ---------- | ------------ |
| Arnage   | 5.143 (2013)   | 10,76      | 478 Einw./km²      | 72008      | 72230        |
| Le Mans  | 144.244 (2013) | –          | – Einw./km²        | 72181      | 72000        |

## Geschichte
Der Kanton Le Mans-Sud-Ouest entstand bei der Neugliederung der Kantone in der Region Le Mans im Jahr 1967.